# ブラックマジックデザイン
ブラックマジックデザイン(英語:Blackmagic Design Pty Ltd)は、オーストラリアに本社を置く総合映像機器メーカーである。
創業者は現CEOのグラント・ペティー。2015年10月現在、日本(東京、福岡)、アメリカ、イギリス、シンガポールにオフィスを持つ。

## 概要
オーストラリアのメルボルンに本拠地を有する映像機器メーカーである。
2009年、Da Vinci Systems社を買収。Da Vinci Systems社はエミー賞を受賞し、カラーコレクションとフィルム修復のソフトウェアを保有するメーカーであった。2010年には、スイッチャーメーカーのEcholab社、2011年には、Jupiter Systemsより映像変換機器メーカーのTeranex Systems Inc.社を買収。2012年にはテレシネ、フィルムスキャナの老舗 英国 Cintel International社を買収。2014年にはカナダのeyeon Software社を買収。eyeon社はビジュアルエフェクト合成ソフト、Fusionで知られている。
同社の標語は、"Leading the creative video revolution"。

## 主な製品

### カラーコレクション・ノンリニア編集
- DaVinci Resolve：カラーコレクション、DI及びノンリニア映像編集システム。

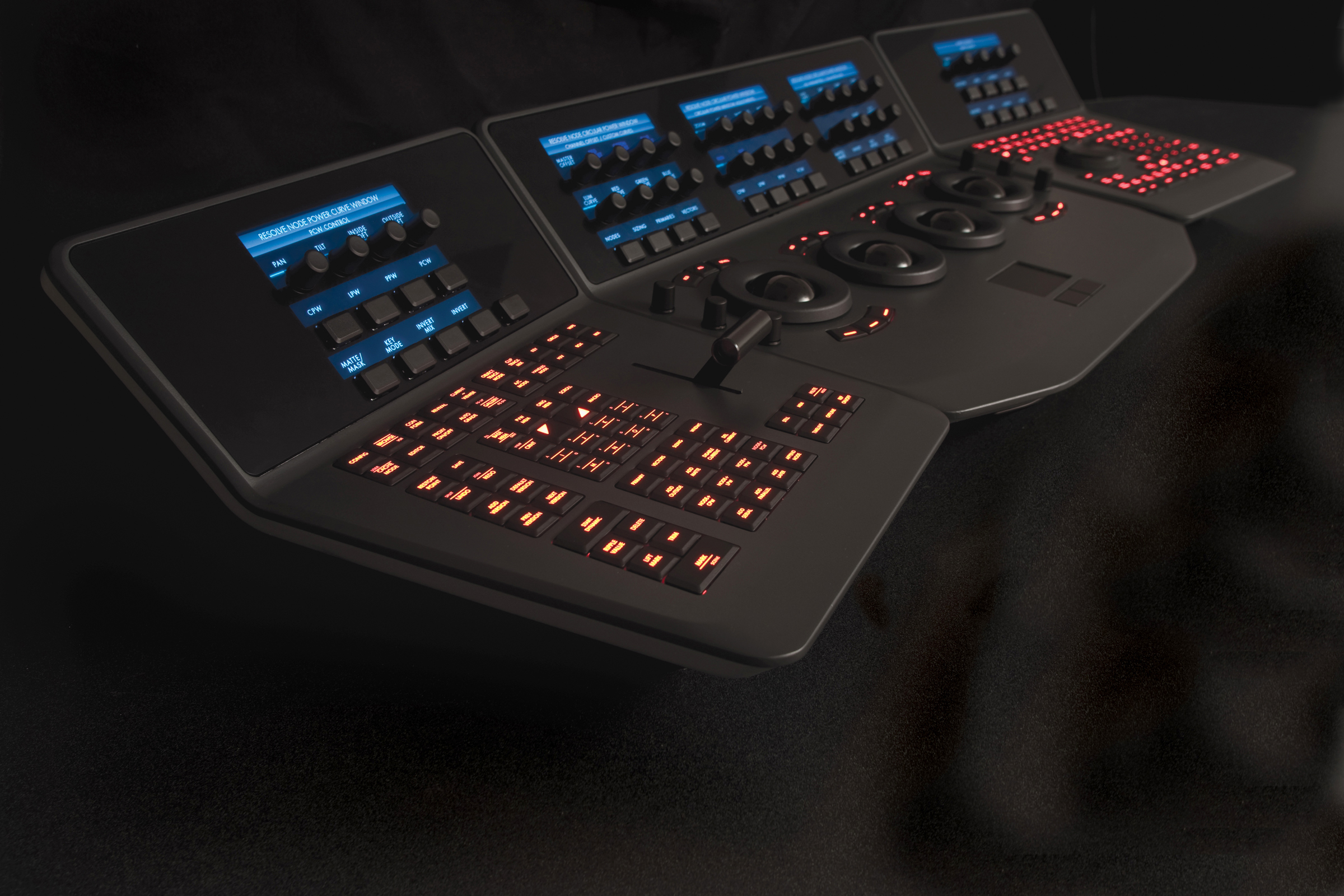
Da Vinci - Side

### ライブプロダクションスイッチャー
- ATEM Television Studio
- ATEM Production Studio 4K
- ATEM 1 M/E Production Studio 4K
- ATEM 2 M/E Production Studio 4K
- ATEM 2 M/E Broadcast Studio 4K：ブラックマジックデザイン初の4K60p対応スイッチャー

「ATEM」は「エイテム」と発音。

### I/O
- DeckLink 4K Extreme 12G：PCI Express対応I/Oボード。
- DeckLink 4K Pro
- DeckLink 4K Extreme
- DeckLink Studio 4K
- DeckLink SDI 4K
- UltraStudio 4K Extreme：Thunderbolt及びPCI Express対応I/Oボード。4K60pに対応。
- UltraStudio 4K：Thunderbolt対応I/Oボード。4K30pに対応。

### フィルムスキャナー
- Cintel Film Scanner：35mm/16mmフィルム向けスキャナー

## デジタルシネマカメラ製品

### Blackmagic URSA
2014年、「NAB Show 2014」で、ブラックマジックデザインは 世界初のユーザーによるカメラマウントユニット換装でのアップグレードが可能な4Kデジタルシネマカメラの"Blackmagic URSA(アーサ)"を発表した。
また、2015年の「NAB Show 2015」では DCI 4Kにも対応する4.6Kセンサー搭載モデルを発表した。
| センサー            | Modes                    | FPS                                                       | 最大解像度                                       | RAWモード 80FPS時最速記録スピード (平均)                            |
| ------------------- | ------------------------ | --------------------------------------------------------- | ------------------------------------------------ | ------------------------------------------------------------------- |
| CMOS EF マウント    | RAW, ProRes 4444 and 422 | 23.98, 24, 25, 29.97, 30, 50, 59.94, 60, 80, 90, 120, 240 | 4000 x 2160 (4Kモデル)、4608 x 2592 (4.6Kモデル) | 8MB/Frame (640MB/Second - 1min 40sec on 64GB / 3min 20sec on 128GB) |
| CMOS PL マウント    | RAW, ProRes 4444 and 422 | 23.98, 24, 25, 29.97, 30, 50, 59.94, 60, 80, 90, 120, 240 | 4000 x 2160 (4Kモデル)、4608 x 2592 (4.6Kモデル) | 8MB/Frame (640MB/Second - 1min 40sec on 64GB / 3min 20sec on 128GB) |
| CMOS B4 マウント    | ProRes 4444 and 422      | 23.98, 24, 25, 29.97, 30, 50, 59.94, 60                   | 3840 x 2160                                      | 6MB/Frame (360MB/Second - 2min 58sec on 64GB / 5min 54sec on 128GB) |
| センサーなし - HDMI | RAW, ProRes 4444 and 422 | ---                                                       | 3840 x 2160                                      | 6MB/Frame (360MB/Second - 2min 58sec on 64GB / 5min 54sec on 128GB) |

### Blackmagic URSA Mini
2015年、「NAB Show 2015」で、Blackmagic URSA Miniを発表した。
Blackmagic URSAとは異なり、マウントユニットの換装はできない。
| センサー         | Modes                    | FPS                                     | 最大解像度                                       |
| ---------------- | ------------------------ | --------------------------------------- | ------------------------------------------------ |
| CMOS EF マウント | RAW, ProRes 4444 and 422 | 23.98, 24, 25, 29.97, 30, 50, 59.94, 60 | 4000 x 2160 (4Kモデル)、4608 x 2592 (4.6Kモデル) |
| CMOS PL マウント | RAW, ProRes 4444 and 422 | 23.98, 24, 25, 29.97, 30, 50, 59.94, 60 | 4000 x 2160 (4Kモデル)、4608 x 2592 (4.6Kモデル) |

2015年、「IBC 2015」で、PLマウントを採用したモデル向けに、放送用B4マウントを装着するマウントアダプタを発表した。

### Blackmagic Cinema Camera
2012年の 「NAB Show」において、 キヤノンEFマウントを採用したBlackmagic Cinema Cameraが発表された。2.5K解像度のセンサーが内蔵されているため、13ストップのダイナミックレンジで1080pや2Kの出力が可能となった。 

2012年の「IBC 2012」では、パッシブ方式マイクロフォーサーズシステム採用のモデルが追加されることが示唆された。これにより、オリンパスやパナソニックなどが製造する豊富なマイクロフォーサーズレンズでの利用が可能となった。さらにマイクロフォーサーズシステムのフランジバックが短いことから、サードパーティ製のレンズマウントアダプターの利用によりCanon FDマウントなど他規格のレンズを使用できるようになった。同年12月、パッシブ方式のマイクロフォーサーズシステムレンズマウントを採用したモデルが発表され、2013年初夏に出荷開始された。また、「IBC 2014」で、PLマウントを採用したモデルも発表された。
2.5インチSSDに、非圧縮DNG RAW及び、Apple ProRes、Avid DNxHDの圧縮フォーマットで収録する。 

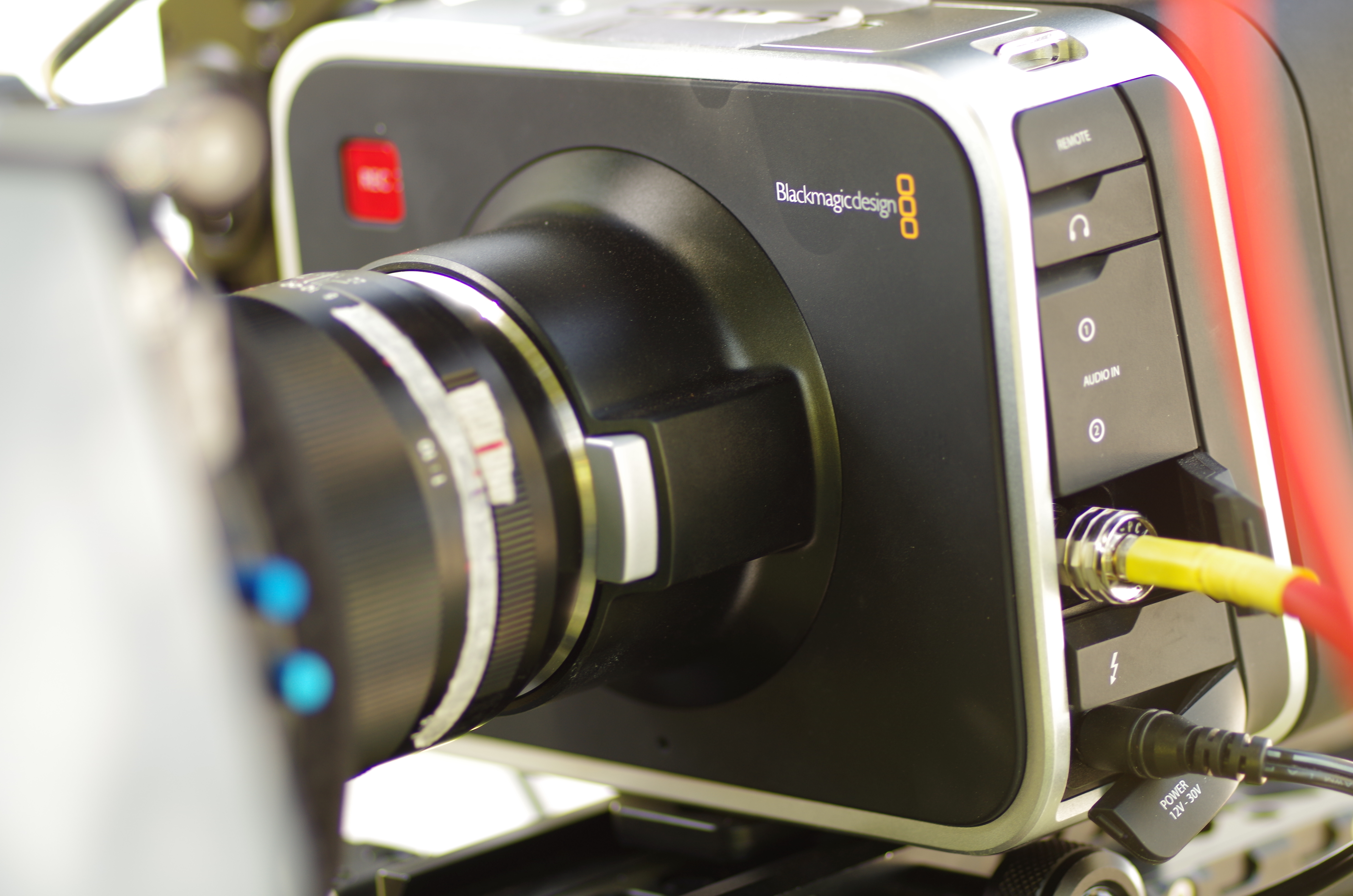
Blackmagic Cinema Camera.
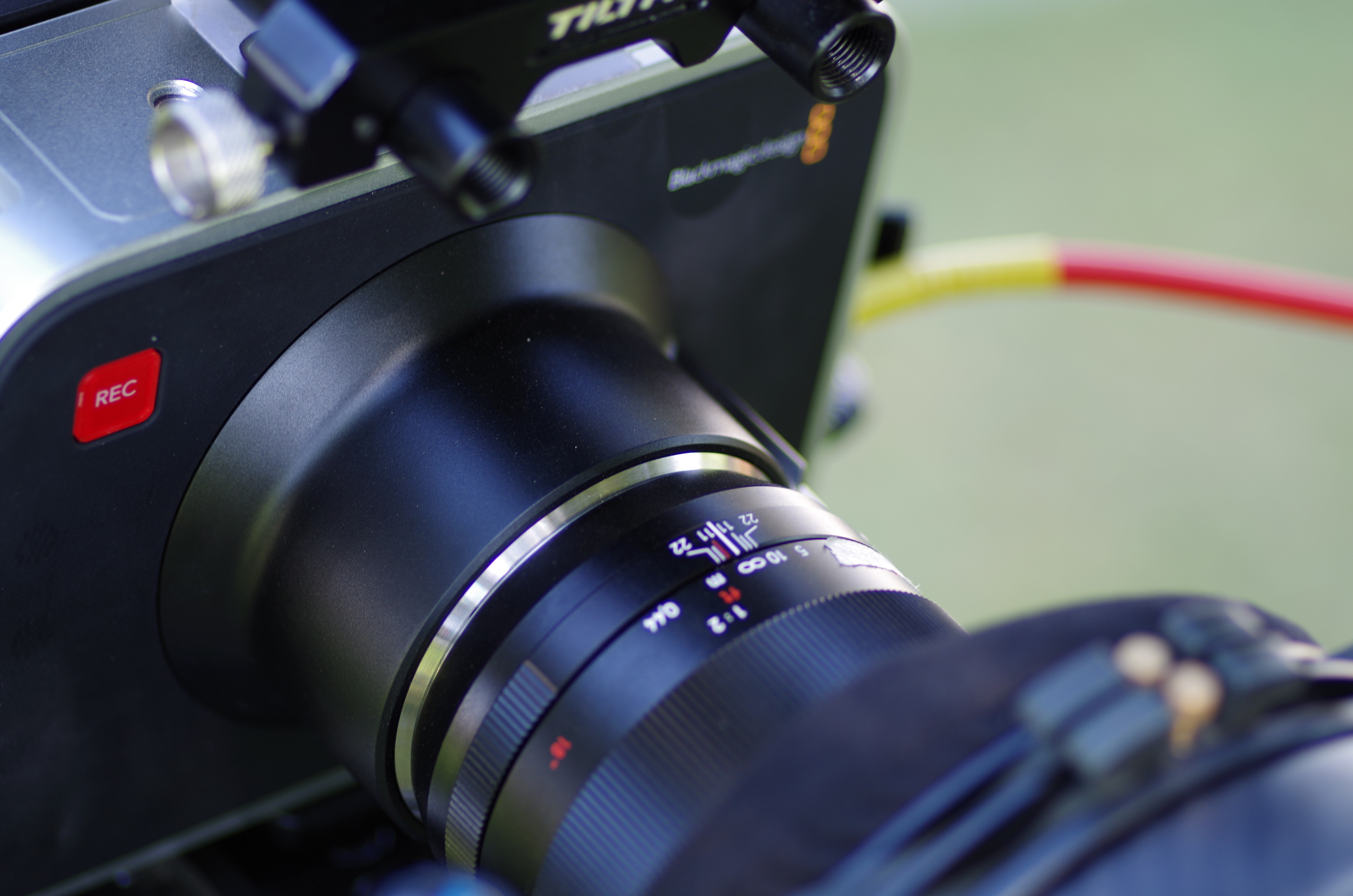
Blackmagic Cinema Cameraとレンズ

### Blackmagic Production Camera 4K
2013年のNAB Showで、同社初の4Kカメラ製品となるBlackmagic Production Camera 4Kを発表した。
4K30pでの撮影に対応し、また世界で初めて6G-SDIビデオ出力を搭載した。従来製品のCinema Cameraのものより大きいスーパー35mm撮像素子を搭載した。
2.5Kセンサーを有した従来のCinema Cameraと比較すると、いくつかの技術仕様の点でCinema Cameraよりも下位の点がある。 The Production Cameraのセンサーの常用ISO感度は400(Cinema Cameraの常用ISO感度は800)である。 Production Camera 4Kは12ストップのダイナミックレンジを有するが、Cinema Cameraでは13ストップのダイナミックレンジであった。一般的にダイナミックレンジが狭いことは、広いダイナミックレンジと比較してハイライトのディテールの表現の点に影響し得る。

### Blackmagic Pocket Cinema Camera
Production Camera 4Kと並んで、Blackmagic Pocket Cinema Cameraが発表された。これは1,000米ドル以下のコンパクトなカメラであり、SDカードに13ストップのダイナミックレンジを持つスーパー16ミリセンサーで1080p RAWまたはProResで収録でき、アクティブマイクロフォーサーズマウントとの互換性を有する。このカメラはSuper 16mmイメージセンサー(12.48mmx7.02mm)を搭載し、これはマイクロフォーサーズシステムのセンサーサイズの僅か36%ほどの大きさである。35ミリフルサイズ換算でおおよそ2.88倍のクロップファクターとなるため、広角レンズを使用してのワイドな画角での撮影が、その倍率の関係上容易ではない。 23.976p, 24p, 25p, 29.97p, 30pの動画撮影に対応。また、ステレオマイクと3.5mm音声ジャックを持つ。 静止画撮影はできないが、タイムラプス収録機能を持つ。

### Blackmagic Micro Cinema Camera
2015年の「NAB Show」で、Blackmagic Micro Cinema Cameraが発表された。Pocket Cinema Camera同様に13ストップのダイナミックレンジを擁するスーパー16センサーを搭載した。